# Nagyságrend
A nagyságrend a nagyságok, méretek vagy mértékek olyan osztálya, ahol mindegyik osztály értékei egy bizonyos, rögzített arányban állnak a megelőző osztály értékeivel. A leggyakrabban használt arányszámok az 1000, a 10, a 2, az 1024 és az e (az Euler-féle szám, egy transzcendens szám, melynek értéke kb. 2,7183, s amelyet a természetes logaritmus alapjaként használnak, a természetes számok faktoriálisainak reciprokösszege).
Hétköznapi használatban a „nagyságrendekkel több/kevesebb” egyszerűen a „sokkal több/kevesebb” erősebb formája. (Ehhez hasonló például a „hatványozottan nő/csökken” kifejezés is, ami köznapi használatban szintén nem szó szerint értendő.)
A nagyságrend rendszerint a tíz hatványainak sorozatára utal; ez a szócikk a 10-es számrendszerbeli (decimális) skálával foglalkozik.
| A tíz hatványai | 0,001 |  | 0,01 |  | 0,1 |  | 1 |  | 10 |  | 100 |  | 1000 |  | 10 000 |
| Nagyságrend     | –3    |  | –2   |  | –1  |  | 0 |  | 1  |  | 2   |  | 3    |  | 4      |

A nagyságrendeket rendszerint igen hozzávetőleges összehasonlításoknál használják. Ha két mennyiség egy nagyságrenddel tér el, akkor az egyik nagyjából tízszerese a másiknak. Ha a különbségük két nagyságrendnyi, akkor egymástól kb. 100-as faktorral térnek el. Két, azonos nagyságrendű szám megközelítőleg ugyanabba a méretarányba tartozik: a nagyobbik érték kevesebb mint tízszerese a kisebbiknek.
Egy szám nagyságrendje intuitíve nézve a 10-nek a számban benne foglalt hatványa. Ezt pontosabban a 10-es alapú logaritmussal lehet meghatározni, mégpedig rendszerint a logaritmus egész részeként. A 4 000 000 logaritmusa például 6,602, nagyságrendje 6. (A szám a millióval, azaz a 10 6. hatványával írható fel.) A nagyságrend tehát durván a logaritmikus skálán elfoglalt helyet jelöli.
Egy változónál, amelynek pontos értéke nem ismert, a nagyságrendi becslés a tíz legközelebbi hatványára kerekített becslés. Így például egy 3 milliárd és 30 milliárd közötti értékű változó (mint például a Föld népessége) nagyságrendi becslése 10 milliárd lesz. A nagyságrendi becslést néha nulladrendű közelítésnek is hívják.
A jobb oldali táblázat lapjain olyan tételek listái szerepelnek, amelyek különféle mértékegységek szerint azonos nagyságrendbe tartoznak – ezzel intuitív benyomást szerezhetünk az ismert tárgyak összehasonlító skálájáról. Az SI-egységeket SI-prefixumokkal használják, amelyeket a nagyságrendek figyelembe vételével alkottak meg.

## Rendkívül nagy számok
Rendkívül nagy számok általánosított nagyságrendjét kettős logaritmusuk vagy szuperlogaritmusuk alapján lehet meghatározni. Ezeket egészekre lekerekítve az igen „kerek számok” kategóriáihoz jutunk, a legközelebbi egész számra való kerekítéssel és az inverz függvény alkalmazásával pedig a „legközelebbi” kerek számot kapjuk.
Az előbbiből ezek a kategóriák jönnek létre:
…, 1,023–1,26, 1,26–10, 10–1e10, 1e10–1e100, 1e100–1e1000, …
(Az első kettő említett érték és azok balfelé való folytatása lehet, hogy kevésbé hasznos: csak annak bemutatására szolgálnak, hogyan folytatódik balfelé a sorozat.)
A másodikból pedig az alábbi kategóriák származnak:
negatív számok, 0–1, 1–10, 10–1e10, 1e10–10^1e10, 10^1e10–10^^4, 10^^4–10^^5, …
Azok a felezőpontok, amelyek meghatározzák a közelebb eső kerek számot, az első esetben a következők:
1,076, 2,071, 1453, 4,20e31, 1,69e316, …
a második esetben pedig – az interpoláció módszerétől függően – ezek:
–0,301, 0,5, 3,162, 1453, 1e1453, 10^1e1453, 10^^2@1e1453, …
Rendkívül kis számoknál (azaz amelyek közel vannak a nullához) közvetlenül egyik módszer sem alkalmazható, de reciprokuk általánosított nagyságrendjéhez természetesen lehet folyamodni.
A logaritmikus skálához hasonlóan kettős logaritmusos és szuperlogaritmusos skáláról is beszélhetünk. A térközök mindegyiknél azonos szélességűek, felezőpontjaik pedig csakugyan félúton helyezkednek el. Általánosabban szólva, a két pont közti felezőpont az általánosított f-átlagnak felel meg, ahol f(x) a log log x vagy slog x függvény. Log log x esetén a két szám átlaga (ahol például 2-ből és 16-ból 4-et kapunk) nem függ a logaritmus alapjától, hasonlóan log x-hez (mértani közép, ahol 2-ből és 8-ból 4-et kapunk), de eltérően a log log log x-től (ahol 4-ből és 65536-ból 2-es alap esetén 16-ot kapunk, más alapnál viszont mást).